# Phalangoduna granosa
Phalangoduna granosa is een hooiwagen uit de familie Zalmoxioidae.